# Землетрясение в Китае (2023)
18 декабря 2023 года примерно в полночь по местному времени произошло землетрясение на северо-западе КНР.
Его эпицентр пришёлся на Цзишишань-Баоань-Дунсян-Саларский автономный уезд недалеко от границы между провинциями Ганьсу и Цинхай. Первые колебания продолжались около 20 секунд с магнитудой 5,9 (по другой оценке — 6,2). Вслед за землетрясением было зафиксировано девять подземных толчков с магнитудой 3.
Землетрясение стало крупнейшим в стране по количеству погибших за последние десять лет, унеся жизни более 100 человек. По состоянию на утро 19 декабря было известно о 105 погибших, 397 пострадавших в провинции Ганьсу; в районе эпицентра землетрясения повреждено около 5 тысяч зданий. Кроме того, в провинции Цинхай погибли по меньшей мере 13 человек, 182 были ранены, 20 пропали без вести.